# Huguette Schwartz
Pour les articles homonymes, voir Schwartz.
Huguette Schwartz née Huguette Rosen, née le 15 mai 1923 à Vincennes et morte le 15 octobre 2010 à Eaubonne, est une résistante française.

## Résistance
Intégrée dès 1940 au réseau de résistance polonaise en France, F2, comme ses trois sœurs Marcelle, Jacqueline et Solange qui toutes trois décèdent à Auschwitz en 1944.
En 1945, elle est sergent-chef du Bureau central de renseignements et d'action.

## Hommages

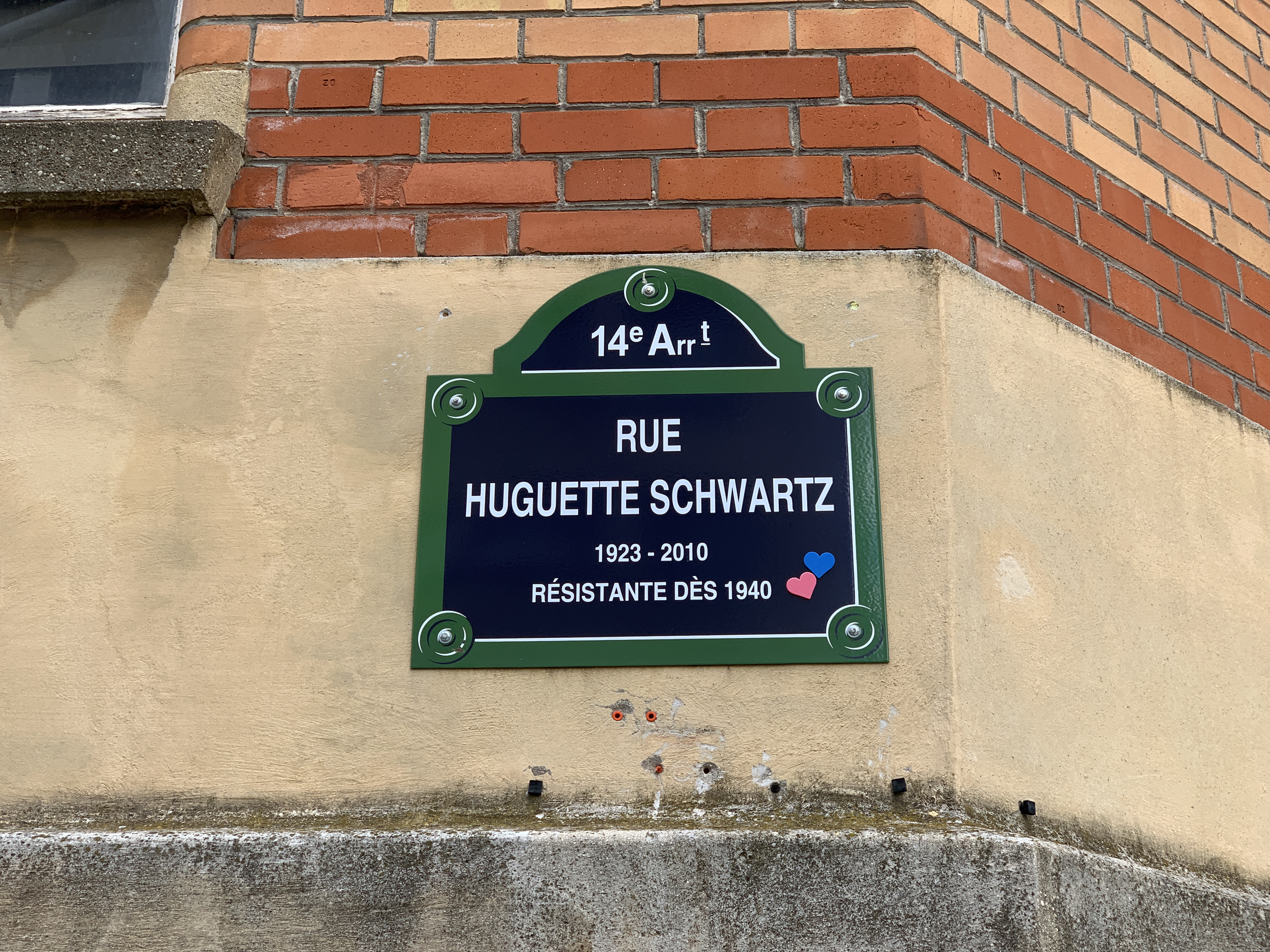

Elle refuse la Légion d'honneur entre autres car elle n'est pas attribuée à ses sœurs.
Une rue Huguette-Schwartz a été créée en 2013 dans le 14e arrondissement de Paris dans le nouveau quartier des Mariniers.